# Grupo Bimbo
Grupo Bimbo, S.A.B. de C.V. – meksykańskie międzynarodowe przedsiębiorstwo spożywcze z siedzibą w Meksyku. Jest to największe na świecie przedsiębiorstwo piekarnicze i prowadzi największe piekarnie w Stanach Zjednoczonych, Meksyku, Kanadzie, Chile i Hiszpanii oraz ma jedne z najszerszych sieci dystrybucji w Meksyku i Stanach Zjednoczonych. Było także dziewiątym co do wielkości przedsiębiorstwem w Meksyku pod względem przychodów w 2013 roku.

## Historia
Firma Grupo Bimbo została założona w Meksyku w 1945 roku przez Lorenzo Servitje, José T. Mata, Jaime Sendra, Jaime Jorba i Alfonso Velasco. W ciągu piętnastu lat, pod kierownictwem Daniela Servitje, obecnego Prezesa Zarządu i Dyrektora Generalnego Grupy, firma stała się globalną firmą piekarniczą, odnotowując wzrost sprzedaży o 4,67 mld USD w 2004 r. do 10,712 mld USD w 2011.
Pierwszymi produktami wprowadzonymi na rynek były duże i małe białe bochenki chleba, chleba żytniego i tostowego. Pod koniec 1948 r. na rynku było dziewięć produktów Bimbo. Linia została rozszerzona w 1952 r. wraz z rozpoczęciem produkcji Donas del Osito (Bear Cub Donuts), wraz z nową linią bułek: Bimbollos, Medias Noches i Colchones.
W 1956 roku fabryka Bimbo Occidente w Guadalajarze rozpoczęła działalność, a Roberto Servitje jako pierwszy dyrektor generalny. Cztery lata później fabryka Bimbo del Norte została otwarta w mieście Monterrey, Nuevo León.